# Необарды
«Необа́рды» (в 2020 году также встречались названия «Необарды „И́долз“» и «Идолз» — аллюзия на Eagles) — музыкальная группа, квартет, состоящий из авторов-исполнителей Романа Луговых (Ромарио), Павла Пиковского, Василия Уриевского и Павла Фахртдинова. На момент создания группы каждый из её участников уже был известен, как автор-исполнитель: у Ромарио есть «Золотой граммофон», Павел Пиковский покорил «Чартову дюжину», Павел Фахртдинов — лауреат Грушинского фестиваля, а Василий Уриевский является призёром телевизионного шоу «Главная сцена» на канале «Россия 1». Кроме того, участники квартета спонтанно выступали ранее в составе дуэтов и трио

Мы все друзья много лет. Мы всё равно все пересекаемся на одних и тех же мероприятиях, фестивалях, поэтому это [объединение в один проект «Необарды»] — логичный итог.
— Павел Фахртдинов
Весной 2020 года из-за пандемии COVID-19 большие концертные залы закрылись, однако продолжилась работа маленьких площадок, расположенных в том числе в клубах и барах. Наполненный экспромтами дебют квартета состоялся на онлайн-марафоне «Комсомольской правды», призванном поднять настроение меломанам, находящимся на вынужденной самоизоляции. Затем прошла серия концертов в московской гастрорюмочной «Шесть-You-Шесть», вмещающей 36 зрителей. В каждом из концертов помимо квартета участвовал специальный гость — этот приём использовался и в других концертах «Необардов». Гостями концертов были музыканты Алексей Иващенко, Алексей Кортнев, Владимир Кристовский, Максим Леонидов, Андрей Макаревич, Олег Митяев, Алексей Романов, Валерий Сюткин, Владимир Ткаченко, Сергей Чиграков и поэты Леонид Каганов, Сергей Плотов, Вера Полозкова.
Участники и почётные гости российских фестивалей (Грушинский фестиваль, Ural Music Night). Обладатели международной литературно-музыкальной премии «Звёздный билет» в номинации «Музыка» (Аксёнов-фест, 2021).
В июне 2025 года «Необарды» объявили об уходе в бессрочный творческий отпуск, дав в июле серию финальных концертов.

## Состав
Каждый участник квартета поёт, аккомпанирует (в первую очередь, на шестиструнной гитаре) и является автором исполняемых песен. Кроме того, участники имеют и специфические роли и музыкальные инструменты:
- Роман Луговых — организация, сольные гитарные партии.
- Павел Пиковский — шейкер, казу.
- Василий Уриевский — шутки, экспрессия, перкуссия, чаймс, битбокс.
- Павел Фахртдинов — бас-укулеле.

### Другие составы
В 2023—2025 коллектив выступает под названием «Необарды.Neoband» в изменённом составе —  место переехавшего в Париж Павла Фахртдинова заняли
- Колямба (Николай Шипулин) — бас-укулеле.
- Шура Фомин — кахон[15][16].

## Отзывы
Ромарио, Паша Пиковский, Вася Уриевский и Паша Фахртдинов реально лучшие сейчас в направлении бард-рока. Такие разные они: романтичные, лиричные, остроумные, молодые, красивые. Каждый со своим стилем стихосложения и музыкального строя. Короче, улёт!
— Сергей Белоголовцев

Это реальный прорыв. Ромарио, Пиковский, Фахртдинов, Уриевский. Давно такого кайфа не ловил.
— Андрей Макаревич

Это самые лучшие последствия ковида, которые были за последнее время.
— Евгений Маргулис

Они по накалу эмоций недалеко ушли от восемнадцатилетних. А в музыкальном отношении стоят на более высоком профессиональном уровне, чем основоположники жанра, для которых главной в авторской песне была поэзия, а музыка служила только фоном.
— Ирина Сурина